# 雨幡

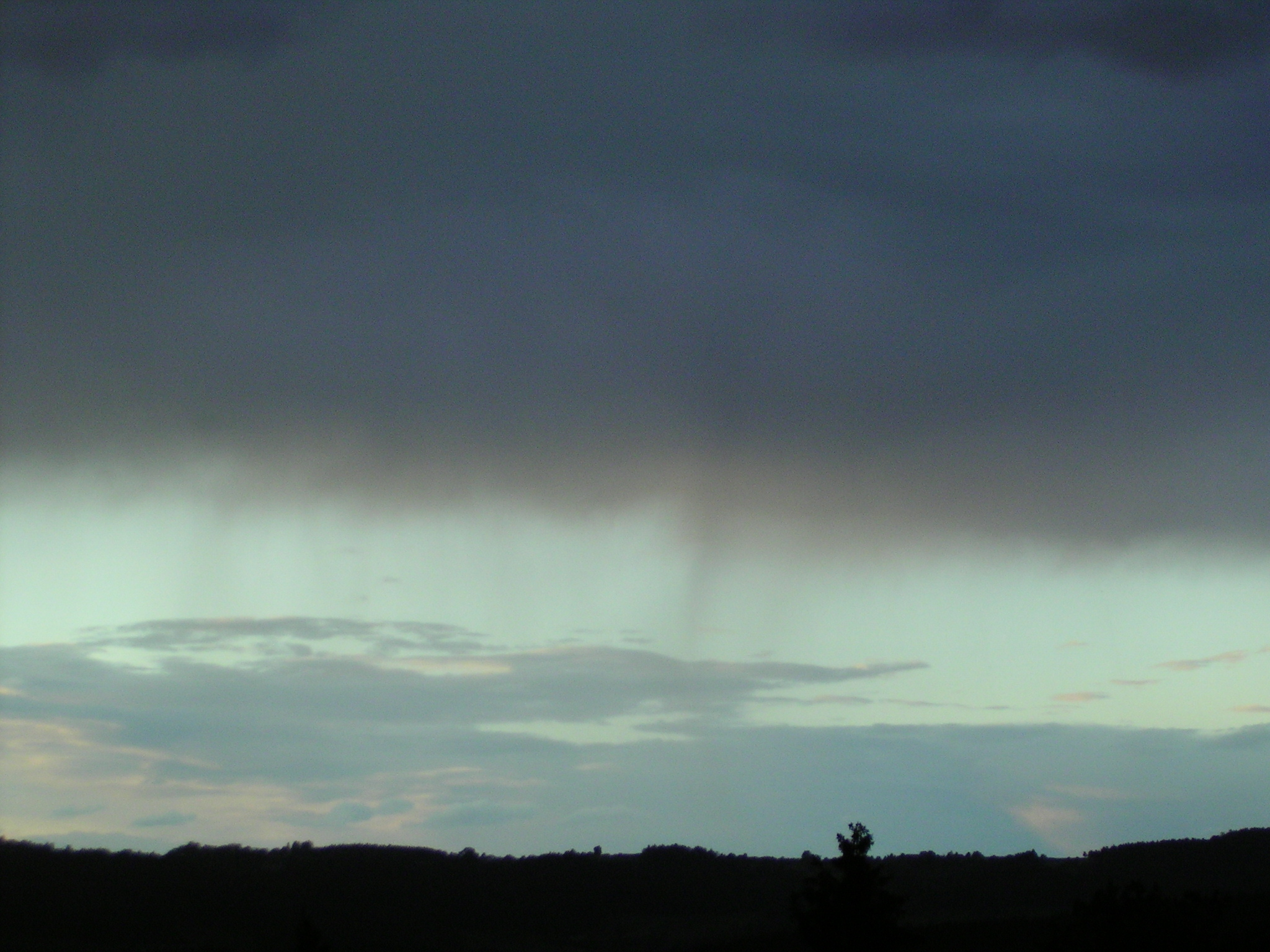
从雨层云落下的降水形成了幡狀雲。

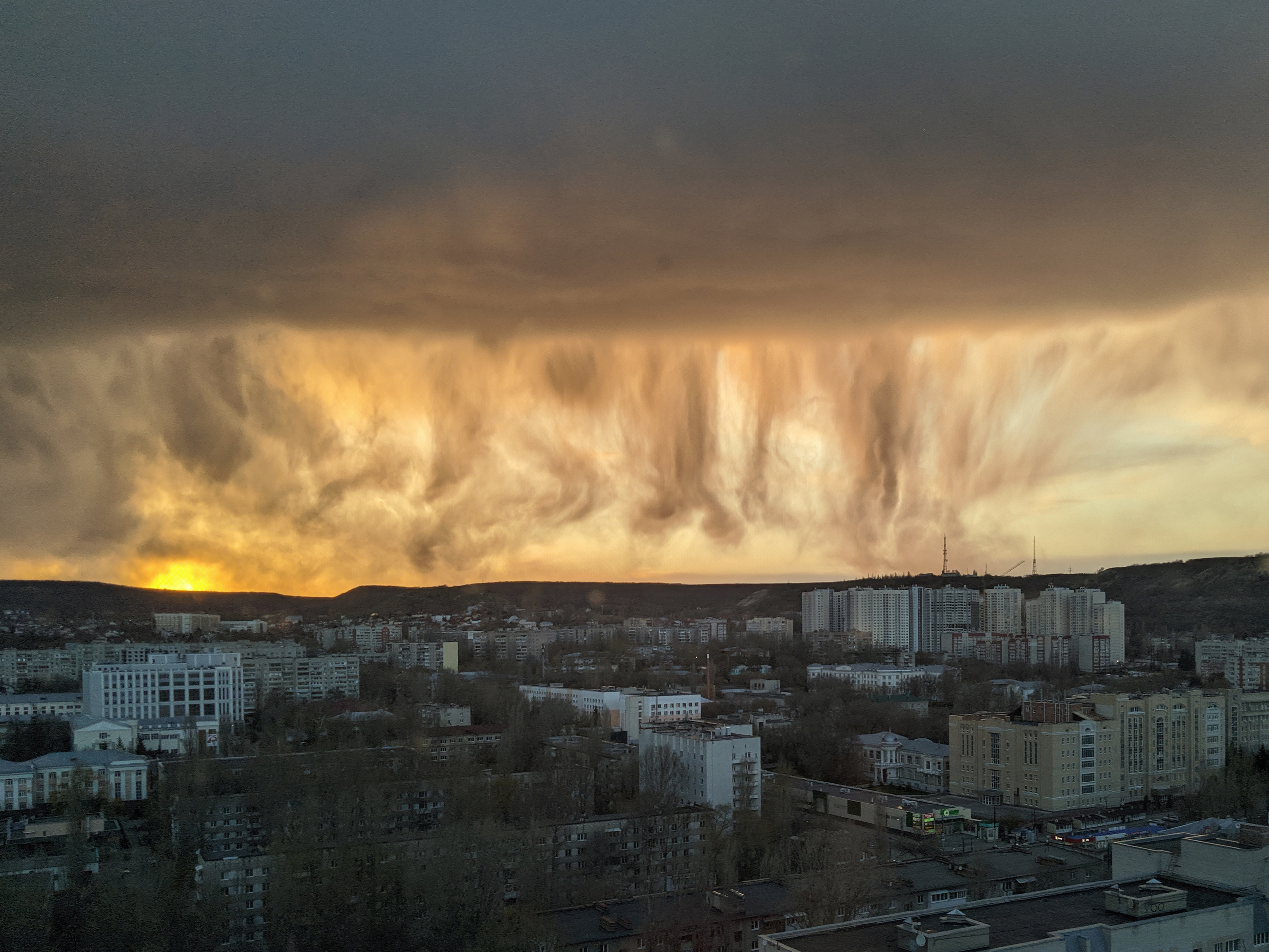
从雨层云落下的降水形成了幡狀雲。

雨幡或幡狀雲（拉丁語：Virga，缩写：vir）是一種從雲中落下的降水，但還沒到地面前就已經蒸發。位於海拔更高處的降水會以冰晶體的型態出現，繼而溶解、蒸發。這是由經壓縮的熱力所造成，而愈靠近地面時氣壓愈大。雨幡在沙漠地區極為常見。
當雨幡形成時，冰晶或水滴自四周獲取熱能，使得空氣溫度降低，進而形成下沉氣流，甚至是難以觀測的乾燥下擊暴流（dry downburst），影響飛航安全。

## 地球以外
雨幡可以出現金星的大氣裡，行星表面散發出的強烈熱力導致硫酸雨還沒到地面前就已經蒸發。

## 外部連結
- National Science Digital Library - Virga
- Picture: Virga over Düsseldorf, Germany.